# NK Velebit Potnjani
NK Velebit je nogometni klub iz Potnjana, naselja u općini Drenje. Trenutačno je član 3. ŽNL, NS Đakovo

## Povijest
Nogometni klub Velebit Potnjani osnovan je 1939. godine. Brojne su generacije svoje prve nogometne korake napravile upravo u ovom klubu. Prije osamostaljenja Hrvatske je većinom sudjelovao u najnižem rangu Đakovačkog nogometa. 
Tijekom više od 25 godina od osamostaljenja,većinom pružao je kvalitetne igre u sklopu 2. ŽNL Đakovo, no tada dolazi kobna 2015. godina kada napušta to društvo i natjecanje nastavlja u najnižem rangu.

## Statistika u prvenstvima od sezone 1999./00.
| Sezona      | Rang | Liga                                | Pozicija | Utakmice | Pobjede | Neodlučeno | Porazi | Postignuti golovi | Primljeni golovi | Bodovi  |
| 1999./2000. | 5.   | 2. ŽNL Osječko-baranjska, NS Đakovo | 7.       | 26       | 11      | 3          | 12     | 54                | 40               | 36      |
| 2000./01.   | 5.   | 2. ŽNL Osječko-baranjska, NS Đakovo | 7.       | 26       | 11      | 6          | 9      | 40                | 39               | 38 (–1) |
| 2001./02.   | 5.   | 2. ŽNL Osječko-baranjska, NS Đakovo | 11.      | 26       | 8       | 6          | 12     | 38                | 50               | 30      |
| 2002./03.   | 5.   | 2. ŽNL Osječko-baranjska, NS Đakovo | 12.      | 26       | 8       | 6          | 12     | 37                | 49               | 30      |
| 2003./04.   | 5.   | 2. ŽNL Osječko-baranjska, NS Đakovo | 10.      | 22       | 8       | 5          | 9      | 34                | 34               | 29      |
| 2004./05.   | 5.   | 2. ŽNL Osječko-baranjska, NS Đakovo | 10.      | 26       | 8       | 6          | 12     | 31                | 51               | 30      |
| 2005./06.   | 5.   | 2. ŽNL Osječko-baranjska, NS Đakovo | 13.      | 30       | 9       | 3          | 18     | 49                | 67               | 30      |
| 2006./07.   | 6.   | 2. ŽNL Osječko-baranjska, NS Đakovo | 8.       | 30       | 11      | 7          | 12     | 40                | 47               | 40      |
| 2007./08.   | 6.   | 2. ŽNL Osječko-baranjska, NS Đakovo | 15.      | 30       | 8       | 3          | 19     | 44                | 83               | 27      |

## Igralište
Nogometni klub "Velebit" Potnjani igra domaće u utakmice od svog osnutka na nogometnom igralištu "Bresagovac" u Potnjanima. Igralište je osvjetljeno reflektorima za potrebe treninga. U sklopu igrališta nalazi se i betonsko igralište za košarku ili mali nogomet.

## Vanjske poveznice
- Stranice kluba  Arhivirana inačica izvorne stranice od 2. lipnja 2016. (Wayback Machine)